# Chris Barnes
Chris Barnes (n. 29 decembrie 1966, Buffalo, New York, SUA) este un muzician de death metal și producător discografic american. 

## Începuturi
Barnes își începe cariera ca și solist vocal la 19 ani cu trupa death/thrash Tirant Sin și  a colaborat în paralel cu trupa Leviathan.

## Cannibal Corpse (1988-1995)
În anul 1988 Barnes se alătură trupei death metal Cannibal Corpse ca și vocalist. După o carieră plină de succes, Barnes părăsește Cannibal Corpse în anul 1995, dedicându-se proiectului său Six Feet Under ce a luat naștere în  1992.

## Six Feet Under (1995-prezent)
Cu Six Feet Under scoate 8 albume de studio. În această perioadă se unește grupului death metal Torture Killer.

## Discografie

### Tirant Sin
- Desecration of the Graves (Demo) (1987)
- Chaotic Destruction (Demo) (1987)
- Mutant Supremacy (Demo) (1988)

### Leviathan
- Legions of the Undead (Demo) (1987

### Cannibal Corpse
Albume de studio
- Eaten Back to Life (1990)
- Butchered at Birth (1991)
- Tomb of the Mutilated (1992)
- The Bleeding (1994)

EP
- Hammer Smashed Face (1993)

### Six Feet Under
Albume de studio
- Haunted (1995)
- Warpath (1997)
- Maximum Violence (1999)
- True Carnage (2001)
- Bringer of Blood (2003)
- 13 (2005)
- Commandment (2007)
- Death Rituals  (2008)

Cover
- Graveyard Classics (2000)
- Graveyard Classics 2 (2004)

EP
- Alive and Dead  (1996)

Compilații
- Double Dead (2002)
- A Decade in the Grave (2005)

### Torture Killer
Albume de studio
- Swarm! (2006)

## Legături  externe
- Six Feet Under's official website Arhivat în 26 octombrie 2004, la Wayback Machine.
- Cannibal Corpse's official website
- Cannibal Corpse fan website[nefuncțională]
- Torture Killer's official website Arhivat în 16 decembrie 2008, la Wayback Machine.